# Arany Egyszarvú Patikamúzeum

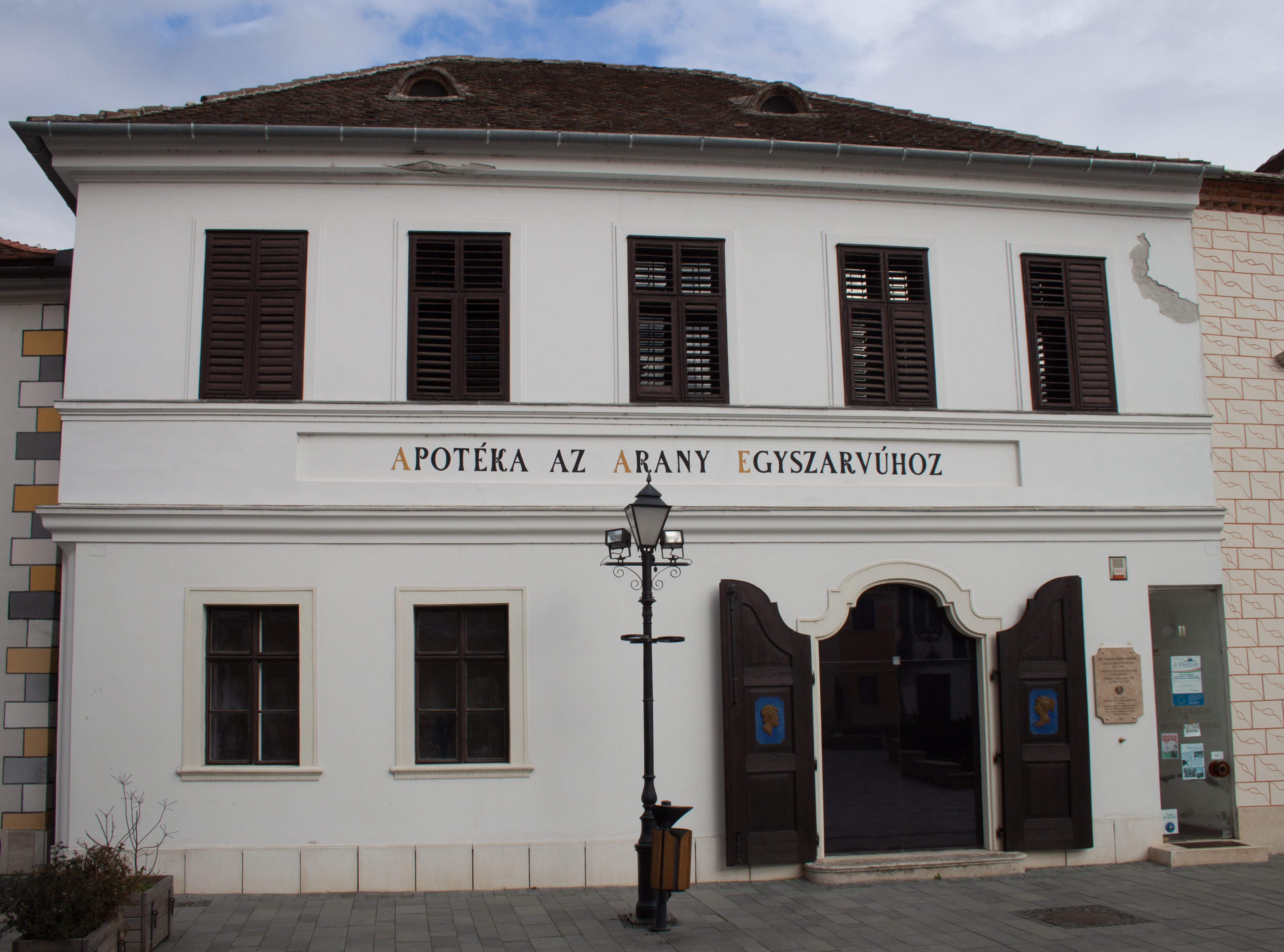
Gebäude des Apothekenmuseums

Arany Egyszarvú Patikamúzeum (deutsch Apothekenmuseum Goldenes Einhorn) ist ein Apothekenmuseum in der ungarischen Stadt Kőszeg. Es befindet sich in der ehemaligen Apotheke zum Goldenen Einhorn (Apotéka az Arany Egyszarvúhoz) am Jurisics tér 11, dem ehemaligen Marktplatz in der historischen Altstadt. Im Hof des Museums befindet sich ein Heilkräutergarten.

## Geschichte

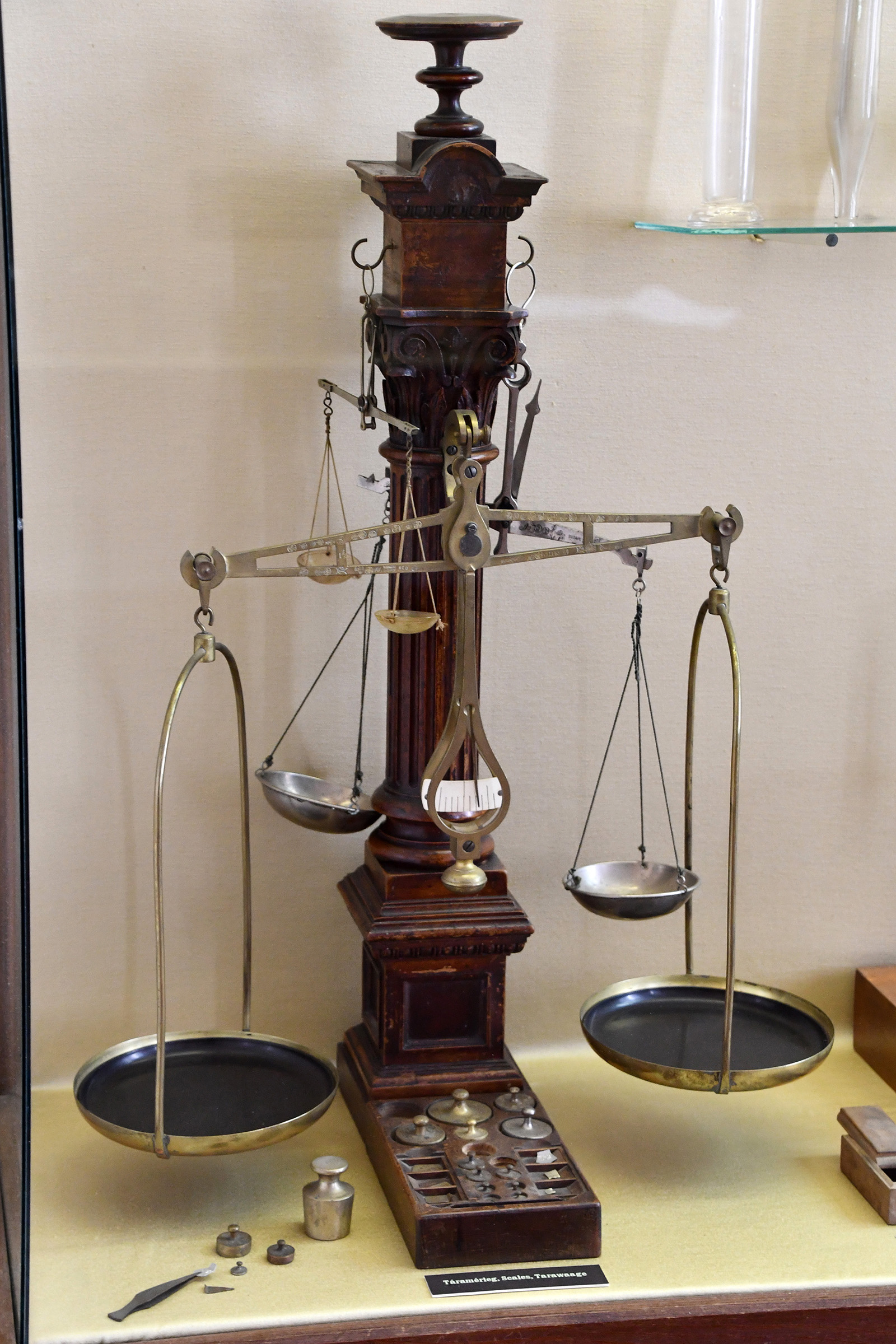
Apothekenwaage

Im Jahr 1675 ließen sich Jesuiten in Kőszeg nieder. Im Jahr 1743 bat der Prior und Rektor des Jesuitenkollegs Pál Sztankay den Rat der Stadt um die Erlaubnis zur Errichtung einer Apotheke. Die Apotheke wurde im Jesuitenkloster eingerichtet und betrieben. Ab 1743 stand die Apotheke 30 Jahre lang unter der Obhut des Jesuitenordens, bis dieser 1773 aufgelöst wurde. Danach wurde die Apotheke zunächst von der Kammer verwaltet. Im Jahr 1775 kaufte Mátyás Svalla die Apotheke zusammen mit den von den Jesuitenmönchen aus Holz geschnitzten Apothekenmöbeln, die mittlerweile in ganz Europa berühmt sind, und betrieb sie ab 1777 an ihrem heutigen Standort am Jurisics tér 11. Nach dem Tod von Mátyás Svalla wechselten die Besitzer der Apotheke häufig und sie trug mehrere Namen wie Szent István vértanú (Märtyrer Szent István), Arany Egyszarvú (Goldenes Einhorn) oder Magyar Király (Ungarischer König). Der letzte Besitzer, Károly Tersánszky, verkaufte die Apotheke 1910 für 18.000 Kronen an das Museum für Kunstgewerbe.
In der folgenden Zeit kaufte die Familie Pontyos das Gebäude und eröffnete darin eine Metzgerei. 
Nach dem Zweiten Weltkrieg beherbergte das Haus bereits eine pharmaziegeschichtliche Ausstellung, betrieben und betreut durch das Apothekenzentrum des Komitats Vas. Im Jahr 1982 kam es nach Renovierungs- und Umbauarbeiten zur Eröffnung des heutigen Museums. Das ursprüngliche Mobiliar der Apotheke verblieb im Besitz des Museums für Angewandte Kunst.

## Ausstellung

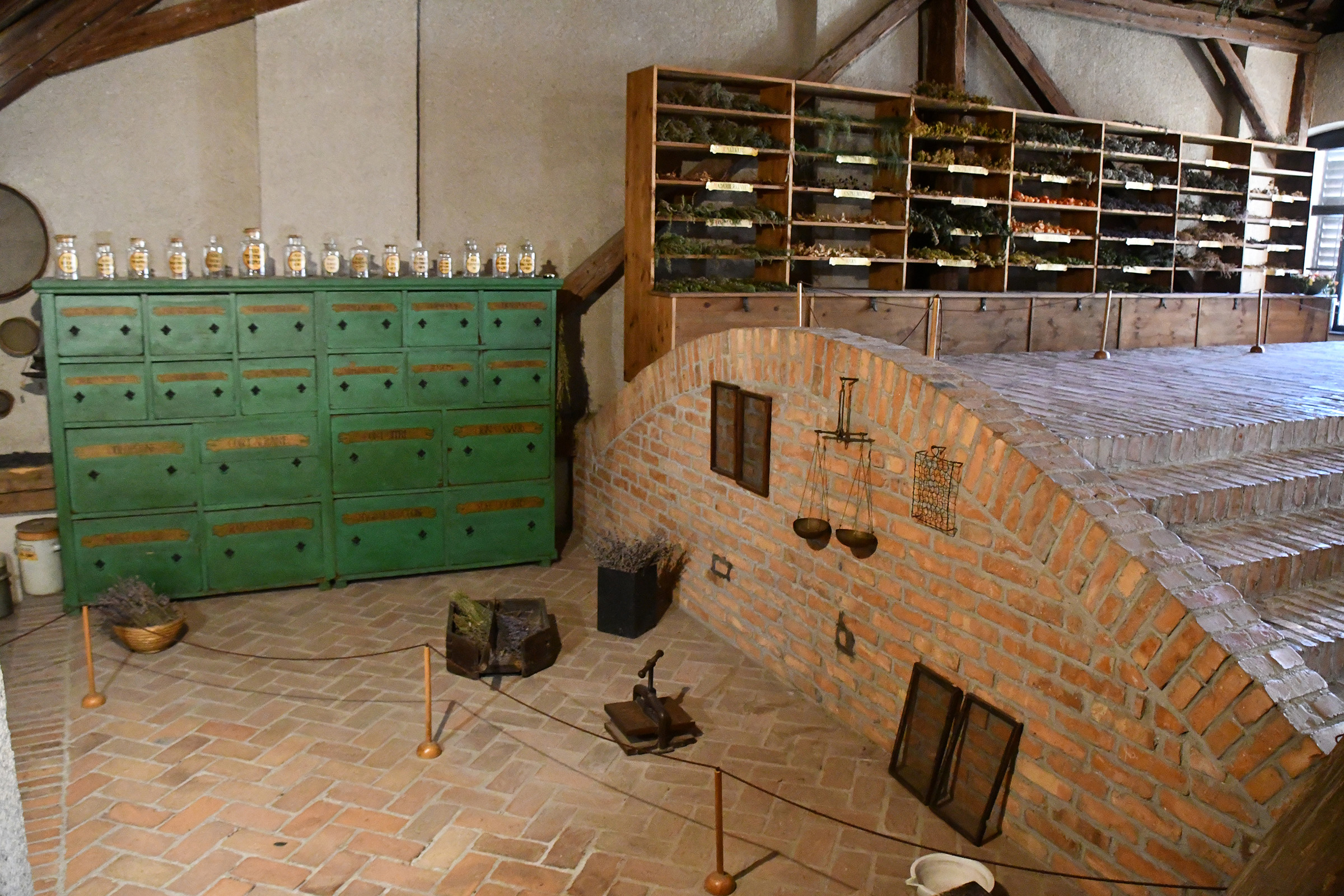
Kräutertrocknungsspeicher

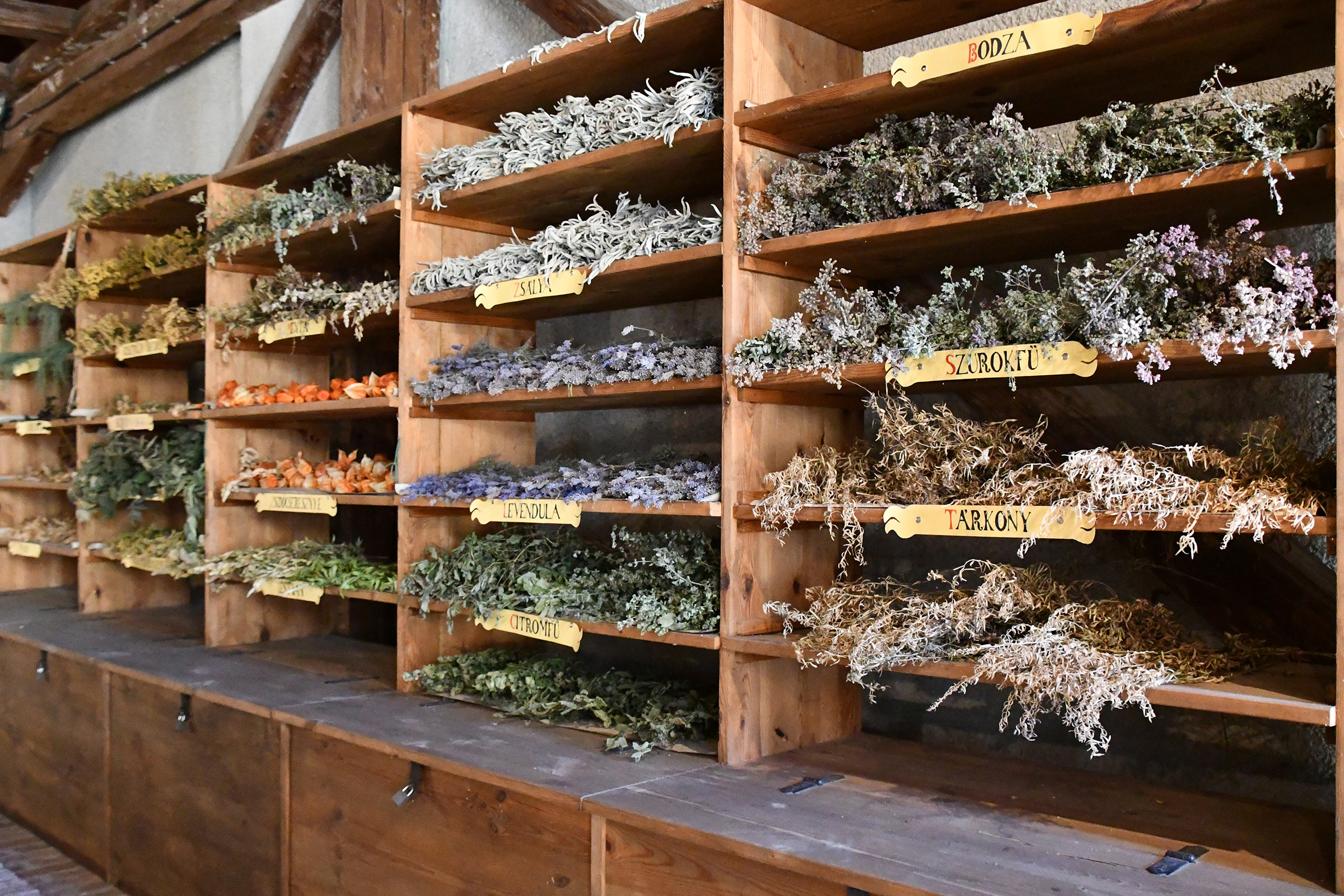
Getrocknete Heilkräuter

Die Ausstellung erstreckt sich über zwei Stockwerke des Gebäudes. Im ersten Raum befinden sich die ältesten pharmaziegeschichtlichen Dokumente des Komitats, Schriften zur Geschichte der Jesuitenapotheke und zur Geschichte des Gebäudes. Im Hauptraum der ehemaligen Apotheke, der originalgetreu rekonstruiert wurde, gibt es eine Auswahl verschiedener medizinischer Wirkstoffe mineralischer, pflanzlicher und tierischer Herkunft zu sehen, die genutzt wurden. Weiterhin werden Mess- und Untersuchungsinstrumente wie auch die erforderlichen Werkzeuge für die Arzneimittelherstellung und -verabreichung vorgestellt. Daneben lässt sich die Entwicklung der Form von Apothekengefäßen zwischen dem 17. und 20. Jahrhundert nachvollziehen.
Eine Besonderheit sind der Kräutertrocknungsspeicher und der Arzneimittelspeicher, die dem Trocknen und Verarbeiten von Kräutern dienten. Noch heute werden dort rund achtzig Heilpflanzenarten getrocknet, die im 18. Jahrhundert verwendet wurden und auch im Heilkräutergarten im Hof des Museums angepflanzt werden.